# Structure and Interpretation of Computer Programs

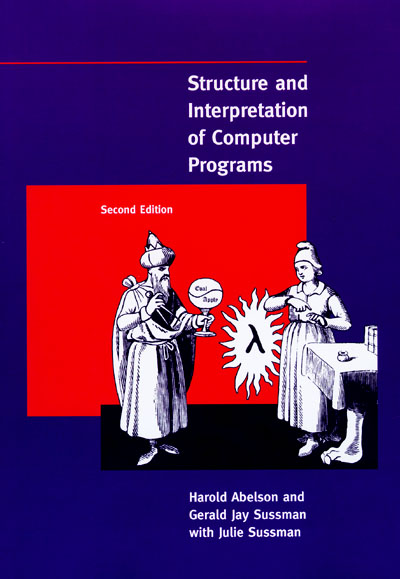

Structure and Interpretation of Computer Programs (även kallad Wizard Book och mindre vanligt Purple Book) är en bok utgiven 1985 (andra utgåvan kom 1996) om datorprogrammering, skriven av Harold Abelson och Gerald Jay Sussman. 
Boken använder sig av Lisp-dialekten Scheme och behandlar exempelvis olika programmeringsparadigmer.
Den digitala utgåvan av boken är licensierad under en creative commons-licens (cc-by-sa 4.0) och kan hämtas gratis från bokens hemsida, för icke-kommersiellt bruk.
Boken används på flera tekniska högskolor och universitet, i grundkurser i programmering.